# Bebelplatz
Bebelplatz je na južni strani bulvarja Unter den Linden, glavne prometnice v smeri vzhod-zahod, ki teče skozi središče Berlina. Na vzhodu ga omejuje stavba Državne opere (od tod tudi njeno predvojno ime), na zahodu stavbe Humboldtove univerze, na jugovzhodu pa cerkve sv. Hedvige, prve katoliške cerkve, zgrajene v Prusiji po reformaciji. Po vojni so trg preimenovali po Augustu Bebelu, ustanovitelju socialdemokratske stranke (SDP) Nemčije.

## Zgodovina

### Zgodnja zgodovina
Deli berlinske utrdbe, zgrajene po tridesetletni vojni (baročna berlinska trdnjava), so bili pozneje vključeni v bulvar Unter den Linden, ko so utrdbe postale neuporabne zaradi napredovanja topniških orodij. Mesto utrdb je vidno še danes, saj na tem odseku do Berlinske palače na samem otoku Spree ni lip. Drevored v smeri Brandenburških vrat se začne tam, kjer se je nekoč začel zunaj utrdb.
Trg, takrat imenovan Platz am Opernhaus (tj. trg pri operni hiši), je bil urejen med letoma 1741 in 1743 pod vladavino pruskega kralja Friderika II.. Friderik "Veliki" je načrtoval veliko večji forum Fridericianum, vendar njegov daljni bratranec Friderik Viljem, mejni grof Brandenburg-Schwedt, ni hotel prodati svoje palače, predhodnice današnje Stare palače, z namenom rušenja. Zato se je kralj čutil prisiljenega upoštevati to hišo, ki je bila sredi njegovih načrtov, in jih znatno zmanjšati. V zameno pa je svojega bratranca prisilil, da mu je odstopil svoj vrt in nekaj gospodarskih poslopij, nakar je bila zgrajena Kraljeva knjižnica, ki meji neposredno na zadnji del hiše mejnega grofovstva.
Opernplatz (danes Bebelplatz), ki je bil zaradi tega nekoliko utesnjen, je preživel skoraj nespremenjen: Državna opera, cerkev sv. Hedvige, Univerza, zaradi česar je trg skoraj v celoti obdan s stavbami iz 18. stoletja.
12. avgusta 1910 so jo preimenovali v čast avstrijskega cesarja Franca Jožefa I. (Kaiser-Franz-Josef-Platz) ob njegovi 80-letnici. Stavbe, ki obkrožajo trg, so bile kasneje v veliki meri uničene v drugi svetovni vojni zaradi zračnih napadov in bitke za Berlin. V 1950-ih so ansambel obnovili, trg pa 31. avgusta 1947 preimenovali v Bebelplatz.

### Nacistično sežiganje knjig
Bebelplatz je znan kot kraj ene od zloglasnih nacističnih slovesnosti sežiganja knjig, ki so zvečer 10. maja 1933 potekale v številnih nemških univerzitetnih mestih. Sežiganje knjig je sprožilo in gostilo nacionalistično nemško študentsko združenje in tako ukradlo pohod nemški nacionalsocialistični študentski zvezi. Zbiranje knjig se je začelo 6. maja, ko so študentje na trg zvlekli vsebino knjižnice Inštituta za znanost o spolnosti. Na povabilo študentskega združenja je imel minister za propagando Joseph Goebbels hujskaški govor pred sežigom. Poleg ostalih gledalcev so se ga udeležili člani nacistične študentske lige, skupin SA (Sturmabteilung - rjavosrajčniki), SS (Schutzstaffel) in Hitlerjeve mladine. Zažgali so okoli 20.000 knjig, med njimi dela Heinricha Manna, Ericha Marie Remarquea, Heinricha Heineja, Karla Marxa, Alberta Einsteina in številnih drugih avtorjev. Erich Kästner, čigar knjige so bile tudi med sežganimi, je bil prisoten na kraju dogodka in ga je z grenko ironijo opisal v svojem dnevniku.
Prazna knjižnica, spomenik v spomin na sežig knjig Micha Ullmana, sestavljena iz steklene plošče, vstavljene v tlakovce, daje pogled na skupino praznih knjižnih omaric, ki so dovolj velike, da sprejmejo vseh 20.000 sežganih knjig; njen namen je obeležiti spomin na sežig knjige. Poleg tega je vrstica Heinricha Heineja iz njegove drame Almansor (1821) vgravirana na ploščo, vrezano v trg: Das war ein Vorspiel nur, dort wo man Bücher verbrennt, verbrennt man am Ende auch Menschen. (v prevodu: »To je bil le uvod; kjer sežigajo knjige, bodo na koncu sežigali tudi ljudi«). Študenti Humboldtove univerze vsako leto organizirajo razprodajo knjig na trgu, da obeležijo obletnico.

### Nedavna zgodovina
Leta 2006 je bila na trgu že tretjič v Berlinu razstava United Buddy Bears. Razstava je bila sestavljena iz več kot 180 skulptur medveda, vsaka je bila visoka 2 metra in jih je oblikoval drug umetnik. Zaradi težke preteklosti je uporaba trga Bebelplatz še vedno sporna, nedavno pa sta jo sprožila zimsko drsališče in šotor za zabave na berlinskem tednu mode.
Leta 2012 je več protestov povzročil napovedan načrt podzemnega parkirišča za obiskovalce opere, ki naj bi ga postavili pod trgom in okoli podzemnega spomenika.